# Jillian Harris
Jillian Harris (nacida el 30 de diciembre de 1979) es una personalidad televisiva y diseñadora de interiores canadiense; conduce el programa Love It or List It Vancouver, junto a Todd Talbot, el cual se emite en W Network en Canadá y en HGTV en los Estados Unidos bajo el título Love It or List It Too, donde trabaja rediseñando la casa existente de una familia esperando que digan que se quedan con la casa; Antes de esto, Harris prestó brevemente sus servicios para Extreme Makeover Reconstrucción Total, Harris había sido anteriormente concursante en The Bachelor, donde acabó en tercer lugar, y fue más tarde seleccionada para ser la quinta Bachelorette. Escogió a Ed Swiderski y se comprometieron, pero rompieron en 2010.   
Es originalmente de Peace River, Alberta, Canadá, pero ha residido durante largo tiempo en Vancouver.

## Vida personal
El 4 de marzo de 2016, Jillian anunció que estaba esperando su primer hijo con su novio Justin Pasuto
El 18 de abril de 2018, Jillian anunció que estaba esperando su segundo hijo con su prometido Justin Pasuto En octubre.
El 23 de mayo, publicó un video en YouTube anunciando que le darán la bienvenida a una niña.
El 28 de septiembre de 2018, dio a luz a su segundo hijo, una niña, Annie Marjorie Bea.

## Carrera de diseñadora de interiores
Trabajó en la tienda de decoración de interiores Caban, lo que le dirigió a ser diseñadora de interiores. Formalizó sus credenciales con un certificado en 2006 por el BCIT en diseño de interiores.
En 2011, ella encabezó el Calgary Home + Design Show, como parte del stand de HGTV. Dirige su propia marca de objetos de decoración. El 8 de julio de 2013, lanzó su página web de decoración vintage, Charlie Ford Vintage.
Harris tenía su propia marca de productos de decoración de interiores y, el 8 de julio de 2013, lanzó su tienda web e-vintage, Charlie Ford Vintage, Harris cerró la empresa en 2014 
En 2016, hizo un cameo en la primera temporada de The Bachelorette Canada .
En 2017, Jillian y su novio Justin protagonizaron su propia serie documental de cuatro episodios, Jillian and Justin , que se emitió en W Network en Canadá en junio. Además, anunció en Instagram que estaba trabajando en un libro de cocina vegana.
En septiembre de 2018, Jillian se asoció con la marca canadiense de bienestar Saje Natural Wellness  diseñar un difusor de edición limitada para su colección para el hogar.

## Apariciones en televisión
A comienzos de 2009, fue concursante en el programa de televisión estadounidense The Bachelor (temporada 13), acabando como segunda finalista.
A mediados de 2009, estuvo en el programa de televisión estadounidense The Bachelorette (temporada 5), como su primera estrella canadiense.
En 2010, fue diseñadora en Extreme Makeover: Reconstrucción total.
En 2011, presentó la primera temporada del programa de televisión canadiense Canada's Handyman Challenge, el cual se estrenó en 2012.
En 2013, apareció en Love It or List It Vancouver.